# 한국경마기수협회
한국경마기수협회는 조교 및 기승기술의 향상과 공정경마의 구현으로 경마의 원활한 시행과 건전한 발전에 기여 목적으로 2001년 10월 15일 설립된 대한민국 농림수산식품부 소관의 사단법인이다. 사무실은 경기도 과천시 경마공원대로 106(주암동 685) 서울경마공원내에 있다.

## 주요 사업
- 공정경마 시행과 건전경마문화 창달에 관한 사업
- 회원의 연수에 관한 사업
- 회원의 권익보호 및 상부상조에 관한 사업
- 기타 협회의 목적달성에 필요한 사업